# Barbie som prinsessan och tiggarflickan
Barbie som prinsessan och tiggarflickan är en animerad barnfilm från 2004 i vilken de två huvudrollerna båda spelas av Barbie. Filmen är en musikal och bygger på Prinsen och Tiggargossen av Mark Twain.

## Handling
De två flickorna, Anneliese som är prinsessa och Erika som är sömmerska med stora ekonomiska skulder, är utseendemässigt identiska förutom hårfärgen och ett födelsemärke på Anneliese. De möts i byn och inser genast att de är väldigt lika varandra, i dubbel bemärkelse. Båda saknar frihet.
Kungariket befinner sig i kris då guldet i gruvan, som är inkomstkällan, är slut. Lösningen blir att gifta bort prinsessan med kung Dominick. I själva verket är det drottningens trogna rådgivare, den lömske Preminger, som låtit gräva fram allt guld till sig själv för att kunna bli kung. Giftermålet med kung Dominick är ett hinder och han låter kidnappa Anneliese för att sätta stopp för giftermålet och på så vis bli kung genom att istället låtsas rädda henne. När Premingers medhjälpare håller Anneliese fången i en stuga i skogen placerar Annelieses vän, informatorn Julian, Erika i hennes ställe för att lura Preminger tills Anneliese är tillbaka. Men Anneliese lyckas inte komma tillbaka så lätt och så småningom listar Preminger ut hela hemligheten. Då måste alla vännerna rädda varandra för att det ska sluta lyckligt.
Samtidigt utvecklas en romans mellan Annelieses vita katt Serafina och Erikas skällande katt Wolfie.

## Rollista
| Figur                | Originalröst                                 | Svensk röst                                    |
| -------------------- | -------------------------------------------- | ---------------------------------------------- |
| Prinsessan Anneliese | Kelly Sheridan (dialog) Melissa Lyons (sång) | Annika Rynger (dialog) Elin Abelin (sång)      |
| Erika                | Kelly Sheridan (dialog) Julie Stevens (sång) | Annika Rynger (dialog) Annika Edstam (sång)    |
| Julian               | Alessandro Juliani                           | Albin Flinkas                                  |
| Kung Dominick        | Mark Hildreth (dialog) Mark Luna (sång)      | Peter Gröning (dialog) Fredrik Lycke (sång)    |
| Preminger            | Martin Short                                 | Jonas Malmsjö                                  |
| Serafina             | Kathleen Barr                                | Annika Edstam                                  |
| Wolfie               | Ian James Corlett                            | Peter Sjöquist                                 |
| Drottning Genevieve  | Ellen Kennedy                                | Anna-Lotta Larsson                             |
| Madam Carp           | Pam Hyatt                                    | Annica Smedius                                 |
| Nick                 | Brian Drummond                               | Andreas Svensson (dialog) Albin Flinkas (sång) |
| Nack                 | Jan Rabson                                   | Björn Wikström (dialog) Albin Flinkas (sång)   |
| Midas                | Jan Rabson                                   | Roger Storm                                    |
| Hervé                | Garry Chalk                                  | Gunnar Ernblad                                 |
| Kunglig planerare    | Colin Murdock                                | Claes Ljungmark                                |
| Bertie               | Kathleen Barr                                | Jennie Jahns                                   |
| Kammarjungfru        | Janyse Jaud                                  | My Bodell                                      |
| Ambassadör Bismark   | Lee Tockar                                   | Kristian Ståhlgren                             |